# De 5 og spionerne
De 5 og spionerne (Nederlands: De Vijf en de spionnen) is een Deense jeugdfilm, gebaseerd op de gelijknamige boekenserie van Enid Blyton. Deze film is de eerste verfilming van de boekenserie.

## Rolverdeling
- Lone Thielke als Georgina
- Mads Rahbek als Dick
- Niels Kibenich als Julian
- Sanne Knudsen als Anne
- Ove Sprogøe als oom Quentin
- Astrid Villaume als tante Fanny
- Lily Broberg als Johanna
- John Larsen als dhr. Roland
- Karl Stegger als dhr. Sanders
- Else-Marie als mevr. Sanders
- Ivar Søe als Thomas
- William Kisum als Wilton